# Pile Callaud

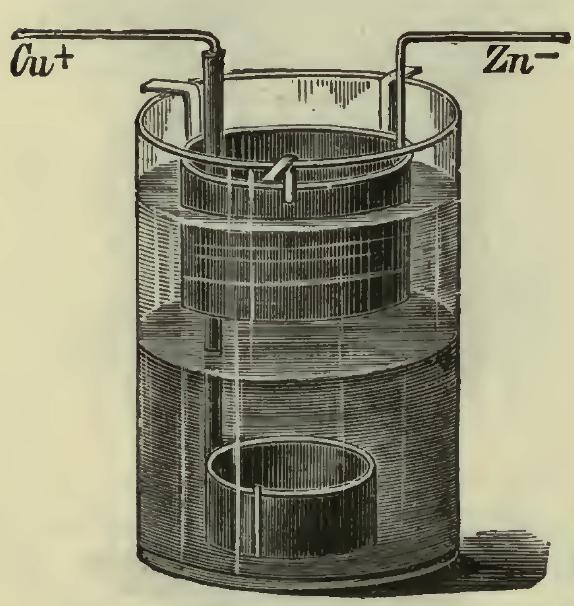
Pile Callaud

La pile de Callaud est aussi appelée gravity battery. Cette pile électrique, inventée par Armand Callaud en 1853, est constituée comme la pile Daniell d'un réservoir contenant deux électrolytes différents, sulfate de cuivre et eau acidulée, les deux solutions étant séparées par simple différence de densité.

## Description
Cette pile doit débiter en continu, et rester immobile afin d'éviter tout mélange des deux solutions.
C'est pour cela que ce type de pile fut employée pour la téléphonie.
Un vase renversé contenant des cristaux de sulfate de cuivre permet de maintenir une  concentration constante de sulfate de cuivre, ce qui réduit l'entretien de ce type de pile (contrôlée tous les ans au lieu de tous les trois mois). Le prix de revient de cette « variante » était trois fois plus élevé que celui de la pile de Callaud standard.